# Össjö distrikt
Össjö distrikt är ett distrikt i Ängelholms kommun och Skåne län. 
Distriktet ligger öster om Ängelholm. 

## Tidigare administrativ tillhörighet
Distriktet inrättades 2016 och utgörs av socknen Össjö i Ängelholms kommun.
Området motsvarar den omfattning Össjö församling hade 1999/2000.